# Ла-Фонт-д'ен-Каррос
Ла-Фонт-д'ен-Каррос, Фуенте-Енкаррос (валенс. La Font d'en Carròs (офіційна назва), ісп. Fuente Encarroz) — муніципалітет в Іспанії, у складі автономної спільноти Валенсія, у провінції Валенсія. Населення — 4196 осіб (2010).

## Географія
Муніципалітет розташований на відстані близько 350 км на південний схід від Мадрида, 65 км на південь від Валенсії.
На території муніципалітету розташовані такі населені пункти: (дані про населення за 2010 рік)
- Ла-Фонт-д'ен-Каррос: 3850 осіб
- Ел-Панорама: 36 осіб
- Тосал-Грос-д'ен-Каррос: 310 осіб

## Демографія
Динаміка населення (INE ):

## Галерея зображень

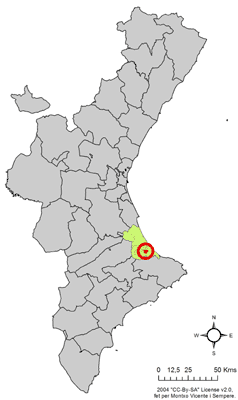
Розташування муніципалітету у автономній спільноті Валенсія
- Розташування муніципалітету Ла-Фонт-д'ен-Каррос у комарці